# Mode (Physik)

Die ersten sechs Obertöne – nicht Moden – einer schwingenden Saite Resonators

Eine Mode (von engl. mode), auch Schwingungsmode, in der Akustik auch Raummode, in der Mechanik auch Eigenform, Eigenschwingungsform oder Partialschwingung, ist in der Physik die Beschreibung bestimmter zeitlich stationärer Eigenschaften einer Welle. Die Welle wird dabei als Summe verschiedener Moden beschrieben.
Die Moden unterscheiden sich in der räumlichen Verteilung der Intensität. Die Form der Moden wird durch die Randbedingungen bestimmt, unter denen sich die Welle ausbreitet. Anders als die thematisch verwandten Normalschwingungen lässt sich die Analyse nach Schwingungsmoden sowohl auf stehende als auch auf fortlaufende Wellen anwenden.

## In der Akustik

### Raummoden
Raummoden können zur Charakterisierung der Raumakustik eines Konzertsaals dienen.
Durch die Raummoden wird der Klang eines Raums verfärbt, weil bestimmte Töne besonders hervortreten und eine ungleichförmige Energieverteilung innerhalb des Raums haben. Treten diskrete Resonanzfrequenzen auf, so sind diese auffälliger, als wenn viele Resonanzfrequenzen gleichmäßig im Spektrum verteilt sind (Nachhall).

Eine stehende Welle. Wie man hier erkennen kann, erscheint an den Enden (der Raumbegrenzung) jeweils als Maximum ein Druckbauch.

Eine bestimmte Resonanzfrequenzverteilung ist eine physikalische Eigenschaft des Raumes, die von seinen Abmessungen abhängt. Nur bestimmte Frequenzen werden angeregt. Bei diesen Resonanzeffekten spielt sowohl der erhöhte Pegel als auch die zeitliche Fortdauer des Tons eine Rolle.

Raummoden zwischen zwei harten Wänden. An den Wänden muss dabei immer maximaler Schalldruck herrschen auch bei den graden vielfachen der Mode-Eigenfrequenz, was dort an den Druckbäuchen zu erkennen ist.

Oberhalb etwa 300 Hz (Schröderfrequenz) verursachen akustische Moden des Raums in Wohnräumen keine hörbaren Verzerrungen der Wiedergabe, weil die Moden in Form von dichten Reflexionen und Nachhall ineinander übergehen. Unterhalb von 300 Hz können sie dagegen wahrnehmbare Klangverfärbungen bewirken. Da diese die besonders tiefen Töne betreffen, wird dies als Dröhnen, Booming oder Ein-Noten-Bass empfunden. Die Amplitude einer akustischen Mode hängt von der Position im Raum ab. Der Grad der Verfärbung ist daher von Ort zu Ort verschieden.
In der Akustik eines typischen (quaderförmigen) Hörraums gibt es drei Arten stehender Moden:
- axiale (longitudinale) Moden, die deutlich dominieren
- tangentiale und
- diagonale Moden (auch Obligue- oder Schrägmoden genannt).

Ihre Frequenzen lassen sich wie folgt berechnen:
{\displaystyle f_{\mathrm {n_{x}/n_{y}/n_{z}} }={\frac {c_{S}}{2}}{\sqrt {\left({\frac {n_{x}}{L}}\right)^{2}+\left({\frac {n_{y}}{B}}\right)^{2}+\left({\frac {n_{z}}{H}}\right)^{2}}}\,}
Hierbei ist:
- {\displaystyle f} die Frequenz der Mode in Hz
- {\displaystyle n_{x}} die Ordnung der Mode Raumlänge
- {\displaystyle n_{y}} die Ordnung der Mode Raumbreite
- {\displaystyle n_{z}} die Ordnung der Mode Raumhöhe
- {\displaystyle c_{S}} die Schallgeschwindigkeit 343 m/s bei 20 °C
- {\displaystyle L}, {\displaystyle B}, {\displaystyle H} die Länge, Breite und Höhe des Raums in Meter.

### Weitere akustische Moden

Der einseitig eingespannte Biegeschwinger – Dargestellt ist die Auslenkungsamplitude der zweiten Mode

In der Akustik bestimmen die Moden die relative Stärke der Obertöne und damit den Klang eines Instruments, z. B. einer Orgelpfeife oder einer Glocke.

#### Biegeschwinger
Einseitig eingespannte Stäbe nennt man Biegeschwinger. Diese können in mehreren Moden schwingen.

#### Membranschwingungen

Mode (1s)

Mode (5d)

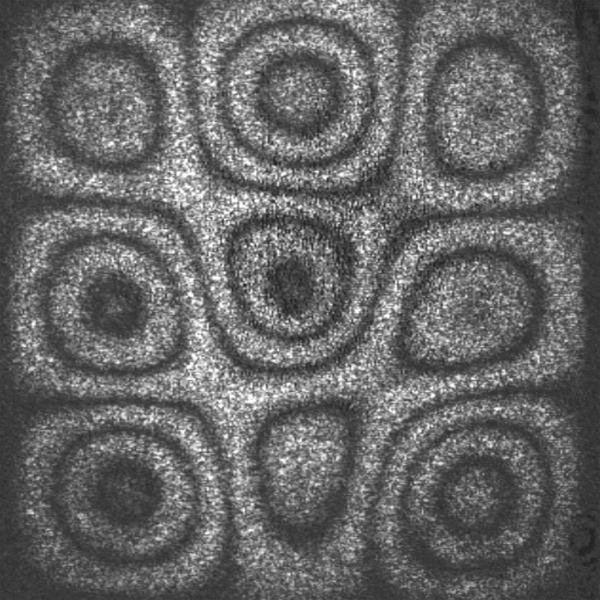
Vibrationsmuster einer eingespannten rechteckigen Platte

Eine eingespannte, dünne Fläche (Membran) wie bei einer Trommel kann viele unterschiedliche Schwingungsmoden zeigen. Diese Partialschwingungen führen bei Lautsprechern zu Unregelmäßigkeiten im Frequenzgang.

#### Hohlräume
Akustische Hohlraumresonatoren sind z. B. der Helmholtz-Resonator oder das Kundtsche Rohr, sie spielen aber auch bei Lautsprecherboxen (Bassreflexbox) und bei Blasinstrumenten und Orgelpfeifen eine große Rolle.

#### Festkörper
Verschiedene akustische Schwingungsmoden in Festkörpern treten beispielsweise in Schwingquarzen, Glocken, Gongs, Klangstäben, Triangeln usw. auf. Alle diese Körper können neben der Grundresonanzfrequenz auch in höheren Schwingungsmoden angeregt werden bzw. weisen aufgrund der unterschiedlichen Zusammensetzung ihrer Schwingungsmoden einen bestimmten Klangcharakter auf. In Festkörpern können aufgrund des vorhandenen Schubmoduls auch transversale Wellen- und Schwingungsmoden auftreten.
Die Form von Gehäusen und Maschinenteilen bestimmt, welche Schwingungsmoden im Betrieb besonders angeregt werden. Durch geeignete, eher unregelmäßige Formgebung kann die Ausbildung von Schwingungsmoden, die auf Formsymmetrien beruhen, vermieden werden; Schallabstrahlung und Ermüdung durch Schwingungen kann so reduziert werden.

## Elektromagnetische Wellen
Bei elektromagnetischen Wellen, wie Licht, Laser und Funkwellen, werden die folgenden Typen von Moden unterschieden:
- TEM- oder transversal-elektromagnetische Mode: Sowohl die elektrische als auch die magnetische Feldkomponente stehen stets senkrecht zur Ausbreitungsrichtung. Diese Mode ist nur ausbreitungsfähig, wenn entweder
  - zwei voneinander isolierte Leiter (Äquipotentialflächen) zur Verfügung stehen, beispielsweise in einem Koaxialkabel, oder
  - kein elektrischer Leiter vorhanden ist, beispielsweise in Gas-Lasern oder Lichtwellenleitern.
- TE- oder H-Moden: Nur die elektrische Feldkomponente steht senkrecht zur Ausbreitungsrichtung, während die magnetische Feldkomponente in Ausbreitungsrichtung zeigt.
- TM- oder E-Moden: Nur die magnetische Feldkomponente steht senkrecht zur Ausbreitungsrichtung, während die elektrische Feldkomponente in Ausbreitungsrichtung zeigt.

Die letzten beiden Modentypen haben besonders in Hohlleitern Bedeutung.
TEM-Wellen sind in ihrer Frequenz nicht beschränkt, das heißt, sie sind über das gesamte Frequenzspektrum ausbreitungsfähig. TM- und TE-Wellen hingegen sind nur ab einer bestimmten, von der Geometrie des Leiters abhängigen Frequenz (Grenzfrequenz) ausbreitungsfähig. Folglich können bei einer festen Frequenz auch mehrere Moden gleichzeitig ausbreitungsfähig sein. In der Datenübertragung ist dieser Zustand jedoch unerwünscht, da Signalintegrität, das heißt dispersionsarmer Betrieb von Wellenleitern, nur bei Modenreinheit gewährleistet werden kann. Wellenleiter (also z. B. Kabel oder Hohlleiter) können also nur bis zur Grenzfrequenz der ersten höheren Mode sinnvoll zur Signalübertragung verwendet werden.
In der Lasertechnik sind Moden ein wichtiges Werkzeug zur Charakterisierung eines Laserstrahls. Dabei sind insbesondere die Transversalmoden von Interesse, die sich in der Verteilung der Intensität senkrecht zur Ausbreitungsrichtung unterscheiden.
In der Elektrotechnik ist es für die optimale Funktion mancher Vorrichtungen erforderlich, dass eine Welle hauptsächlich eine bestimmte Mode enthält. Beispiele dafür sind das Magnetron eines Mikrowellenherds oder der Kristall eines Schwingquarz.
Bei Antennen dagegen ist es häufig wünschenswert, dass keine Mode stark bevorzugt ist.